# Xiongguan
Xiongguan léase Sióng-Kuán (en chino:雄关区, pinyin:Xióngguān Qū) es un distrito urbano bajo la administración directa de la ciudad-prefectura de Jiayuguan en la provincia de Gansu, República Popular China. Es uno de los tres distritos administrativos municipales establecidos el 1 de diciembre de 2009 en la ciudad de Jiayuguan. Su área total es de 1234 kilómetros cuadrados, con una población censada en noviembre de 2010 de 91 670 habitantes.

## Administración
El distrito de Xiongguan divide en 9 comunas .

## Geografía
El distrito de Xiongguan está ubicado en la zona de transición entre la meseta de Loes y el desierto de Gobi. Al igual que las otras dos administraciones de Jiayuguan son un oasis del desierto de Gobi. El distrito tiene aproximadamente 40 kilómetros de ancho de este a oeste y unos 27 kilómetros de largo de norte a sur. 